# Гражданска платформа (Полша)
Вижте пояснителната страница за други значения на Гражданска платформа.
Гражданска платформа (на полски: Platforma Obywatelska) е центристко-дясна политическа партия в Полша.
Основана е през 2001 година с обединението на Сюза на свободата и група, отделила се от партията Изборна акция „Солидарност“, като веднага след основаването си се превръща в най-голяма опозиционна партия. През 2007 година Гражданска платформа, оглавявана от Доналд Туск, печели парламентарните избори и съставя правителство в коалиция с Полската народна партия. През 2010 година кандидатът на партията Бронислав Коморовски е избран за президент на страната. На изборите през 2011 година Гражданска платформа отново е водещата партия, като Доналд Туск за пръв път в посткомунистическата история на Полша съставя второ поредно правителство.
На изборите през 2015 година Гражданска платформа остава втора с 24% от гласовете и със 138 от 460 места в Сейма и преминава в опозиция.